# Cantagalo (Minas Gerais)
Cantagalo – miasto i gmina w Brazylii, w stanie Minas Gerais. Znajduje się w mikroregionie Peçanha.